# Araucaria humboldtensis
Araucaria humboldtensis là một loài thực vật hạt trần trong họ Araucariaceae. Loài này được J.Buchholz mô tả khoa học đầu tiên năm 1949.